# Raptoheptagenia
Raptoheptagenia is een geslacht van haften (Ephemeroptera) uit de familie Heptageniidae.

## Soorten
Het geslacht Raptoheptagenia omvat de volgende soorten:
- Raptoheptagenia cruentata